# Дженсен, Дэниэл
Дэниэл Хант Дженсен (англ. Daniel Hunt Janzen; род. 18 января 1939, Милуоки, Висконсин) — американский учёный-эколог, специалист в области эволюционной экологии и сохранения биологического разнообразия. Член Национальной академии наук США (1992) и Американского философского общества (2007), а также Academia Nacional de Ciencias (Costa Rica) (2002), доктор, профессор Пенсильванского университета.
Один из инициаторов создания природоохранной территории Гуанакасте (Коста-Рика), советником которой является.

## Биография
Окончил Миннесотский университет (бакалавр наук, 1961). Степень доктора философии по энтомологии получил в 1965 году в Калифорнийском университете в Беркли. Места работы: Канзасский университет (1965—1968), Чикагский университет (1969—1972), Мичиганский университет (1972—1976), Пенсильванский университет (с 1976 года).
Помимо преподавания проводит полевую работу в Гуанакасте (Коста-Рика), где в том числе изучает коэволюцию животных и растений.
Подписал «Предупреждение человечеству» (1992).
Член Американской академии искусств и наук (1990). Почетный пожизненный член American Society of Naturalists. Почётный профессор Национального университета Коста-Рики. Почетный член Службы национальных парков Коста-Рики.
Автор более четырехсот публикаций.
Супруга - биолог Winnie Hallwachs.

## Отличия
- 1975 — Gleason Award Американского ботанического общества
- 1984 — Премия Крафорда Шведской королевской АН
- 1987 — Global 500 Roll of Honour[англ.]
- 1989 — Стипендия Мак-Артура[6]
- 1989 — Leidy Award[англ.]
- 1994 — Серебряная медаль Международного общества химической экологии
- 1997 — Премия Киото
- 2002 — Премия Альберта Эйнштейна
- 2003 — Медаль Джона Скотта
- 2011 — BBVA Foundation Frontiers of Knowledge Award
- 2014 — Премия Голубая Планета